# Pitcairnia melanopoda
Pitcairnia melanopoda är en gräsväxtart som beskrevs av Lyman Bradford Smith. Pitcairnia melanopoda ingår i släktet Pitcairnia och familjen Bromeliaceae. Inga underarter finns listade i Catalogue of Life.